# Valeri Popencenko
Valeri Popencenko (n.  ?) a fost un boxer ce a reprezentat Uniunea Republicilor Sovietice Socialiste, medaliat olimpic. A participat la o ediție a Jocurilor Olimpice de vară din 1964 de la Tokyo, în care a câștigat o medalie de aur. Dublu campion european (1963, 1965) și de șase ori campion al URSS (1960–1965). A fost distins cu titlul de Maestru Emerit al Sportului al Uniunii Sovietice în 1964 și a fost recunoscut ca unul dintre cei mai de seamă pugiliști sovietici în același an. Popencenko a fost singurul pugilist sovietic deținător al prestigiosului Cupa Val Barker.

## Cariera sporitvă
Valerii Popencenko s-a născut pe 26 august 1937 în Kuntsevo (acum în periferia orașului Moscova), într-o familie de aviatori militari, crescând în evacuare în Asia Centrală. După moartea tatălui său pe front în Marele Război pentru Apărarea Patriei, mama lui Valerii l-a trimis la Școala Militară Suvorov din Tashkent, unde, la vârsta de 12 ani, a început să practice boxul sub îndrumarea lui Iuri Matulevici-Iliciov.
În 1955, a câștigat Campionatul URSS la juniori. În același an, după absolvirea școlii cu o medalie de aur, Valerii Popencenko s-a mutat în Leningrad și a devenit cadet la Școala Superioară de Marină și Pază de Coastă din Leningrad. În Leningrad, a început să lucreze cu antrenorul clubului sportiv „Dinamo”, Grigori Kusikianț.
În 1960, Popencenko a câștigat titlul de campion al URSS la box la categoria de greutate mijlocie și l-a apărat cu succes de cinci ori consecutiv. În 1963, la Campionatul European de Box din Moscova, a obținut prima sa victorie la competiții internaționale.
La Jocurile Olimpice de vară din 1964 la Tokyo, Popencenko s-a prezentat ca unul dintre principalii candidați la aur. În primul său meci olimpic, împotriva lui Sultan Mahmud din Pakistan, adversarul nu a rezistat nici măcar o rundă, fiind oprit meciul după două knockdown-uri. În al doilea meci împotriva ghanezului Joe Darkey, pugilistul sovietic a câștigat prin puncte. În semifinală, în fața polonezului Tadeusz Valasek, Popencenko a câștigat clar. În finala Jocurilor Olimpice, meciul a durat mai puțin de un minut — Emil Schultz, campionul RFG de cinci ori, a fost învins prin knockout în primul rund. La fiecare Olimpiadă, Federația Internațională de Box Amator acordă celui mai tehnic boxer prestigiosul Cupa Val Barker, iar la Tokyo, Popencenko a devenit deținătorul acestuia.
După victoria sa la Olimpiadă, a devenit campion european la următorul Campionat European de Box, după care, neașteptat, s-a retras din sportul de performanță, având în palmares 200 de victorii în 213 meciuri disputate. Motivul retragerii din ring a fost, potrivit propriilor declarații ale lui Popencenko, apariția așa-numitelor „muște” înaintea ochilor după lovituri la cap. Sportivul s-a mutat la Moscova, a continuat să se ocupe de cercetare științifică, a susținut teza pentru obținerea titlului științific de candidat al științelor tehnice. A lucrat la Universitatea Tehnică de Stat Bauman din Moscova, fiind șeful catedrei de educație fizică. În plus, Valeri Popencenko a scris poezii, vorbea fluent limba engleză și era un jucător excelent de șah.

## Educație și activitate didactică
Valerii Popencenko a absolvit în 1960 Facultatea de Inginerie Tehnică Navală a Școlii Superioare de Grăniceri Marini a MGB al URSS din Leningrad. Întotdeauna a purtat uniformă militară. A obținut titlul de candidat al științelor tehnice în 1968. În perioada 1970–1975 a fost șeful catedrei de educație fizică la Universitatea Tehnică de Stat Bauman și a fost conferențiar din 1972. Membru al Partidului Comunist al Uniunii Sovietice din 1960. În perioada 1966–1970 a fost membru al Comitetului Central al Uniunii Tineretului Comunist Leninist.

## Moartea
A murit la vârsta de 37 de ani, pe 15 februarie 1975, în urma unui accident misterios, căzând trei etaje în golul scării clădirii principale a Universității Tehnice de Stat Bauman. Popencenko a murit pe loc. 
A fost înmormântat la Moscova, la Cimitirul Vvedenskoye (parcela 29).
Victor Ilyukhin, adjunct al Procurorului General al URSS pentru supravegherea securității de stat și ulterior cunoscut deputat, a supervizat investigația acestui caz penal în lumina noilor circumstanțe descoperite. S-a stabilit că Popencenko a depus o cerere pentru a se alătura corpului de cosmonauți, dar din moment ce era ofițer al Marinei Sovietice și anterior din părțile maritime ale trupelor de grăniceri ale KGB al URSS, acest lucru a stârnit controverse între Forțele Aeriene și Marina Sovietică cu privire la subordonare și componența programelor spațiale și a membrilor acestora; de asemenea, materialele sale din cadrul Universității Tehnice de Stat Bauman privind programul spațial au dispărut, ceea ce a dus la deschiderea unui caz penal conform articolului 64 din Codul Penal al RSFSR (trădare față de patrie).

## Realizări sportive
Internationale
- Jocurile Olimpice de vară 1964
- Campionatul European de Box 1963
- Campionatul European de Box 1965

Unionale
- Campionatul URSS la Box 1960
- Campionatul URSS la Box 1961
- Campionatul URSS la Box 1962
- Campionatul URSS la Box 1963
- Campionatul URSS la Box 1964
- Campionatul URSS la Box 1965
- Campionatul URSS pentru tineret la Box 1955

### Distincții și premii sportive
- Cupa Vela Barker (1964)
- „Boxer remarcabil al URSS” (1964)
- Maestru Emerit al Sportului al URSS

## Premii
- Ordinul Steagul Roșu al Muncii (30.03.1965)

## În film
Valeri Popencenko este subiectul filmului artistic „Domnul Knockout” (2022, regizat de A. Mihalkov, scenariu de frații Vladimir și Oleg Presnyakov). Rolul principal a fost interpretat de Viktor Horinyak.